# Cantone di Antonio Ante
Il cantone di Antonio Ante è un cantone dell'Ecuador che si trova nella provincia dell'Imbabura.
Il capoluogo del cantone è Atuntaqui.